# Campionato Panamericano
Il Campionato Panamericano è stato una competizione calcistica internazionale, organizzata ogni quattro anni dalla Confederazione calcistica panamericana tra il 1952 e il 1960.

## Albo d'oro
| Anno          | Paese ospitante | Campione  | 2º posto  | 3º posto   | 4º posto   |
| ------------- | --------------- | --------- | --------- | ---------- | ---------- |
| 1952 Dettagli | Cile            | Brasile   | Cile      | Uruguay    | Perù       |
| 1956 Dettagli | Messico         | Brasile   | Argentina | Costa Rica | Perù       |
| 1960 Dettagli | Costa Rica      | Argentina | Brasile   | Messico    | Costa Rica |